# Oh Sang-eun
Oh Sang-eun (상은 오), Uiseong (Gyeongsangbuk-do), 13 april 1977) is een Zuid-Koreaans professioneel tafeltennisser. Hij won samen met zijn landgenoot Kim Taek-soo in 2001 het dubbelspeltoernooi van de ITTF Pro Tour Grand Finals. De Zuid-Koreaan stond ook in 2000 (met Taek-soo) en 2005 (met Lee Jung-woo) in de eindstrijd van het prestigieuze evenement, waarna hij zich in 2006 plaatste voor zijn eerste Grand Finals-finale in het enkelspel. Sang-eun bereikte in 2001 samen met zijn landgenote Kim Moo-kyo de finale van het wereldkampioenschap gemengd dubbel, maar verloor hierin van het Chinese duo Qin Zhijian/Yang Ying.
Sang-eun bereikte in mei 2007 zijn hoogste positie op de ITTF-wereldranglijst, toen hij vijfde stond.

## Sportieve loopbaan
Sang-eun maakte zijn internationale (senioren)debuut op de Aziatische kampioenschappen van 1994, waar hij meteen zilver won met de Zuid-Koreaanse mannenploeg en in het dubbelspel tot de halve finale reikte. Zijn eerste Aziatische titel liet twee jaar op zich wachten, toen hij met de nationale mannenploeg het landentoernooi daadwerkelijk won. Sang-eun voegde in 2007 een tweede titel op dit evenement aan zijn palmares toe door met zijn landgenote Bang Bang-kwak ditmaal de discipline gemengd dubbel te winnen.
Hoewel Sang-eun dankzij zijn deelnames aan tien wereldkampioenschappen van 1995 tot en met 2007 zijn prijzenkast vol kon hangen met medailles, hangt daar geen gouden in. De Zuid-Koreaan kwam in 2001 één keer dicht bij een WK-titel, toen hij zich met zijn landgenote Kim Moo-kyo plaatste voor de finale in het gemengd dubbelspel. Het Chinese duo Qin Zhijian/Ying Yang kaapte niettemin het goud voor hun neus weg.
Sang-euns grootste successen behaalde hij op de ITTF Pro Tour, waarop hij zich tussen 2000 en 2006 vier keer voor de Grand Finals enkelspel en drie keer voor de Grand Finals dubbelspel kwalificeerde. Op het prestigieuze evenement haalde hij vervolgens de dubbelspelfinales van 2000, 2001 en 2005 en die in het enkelspel voor het eerst in 2006. Daarin moest hij niettemin toestaan dat Wang Hao het toernooi voor de tweede keer won.
In de dubbelstrijd mocht hij de grootste internationale prijs over een heel seizoen wel een keer omhooghouden. Samen met Taek-Soo bereikte hij de Grand Finals-finales van zowel 2000 als 2001. De eerste daarvan ging nog verloren tegen Wang Liqin en Yan Sen, maar een jaar later was het tegen Cheung Yuk en Leung Chu Yan (uit Hongkong) wel raak. Sang-eun bereikte de eindstrijd in het dubbel voor een derde keer in 2005 met ditmaal Lee Yung-woo aan zijn zijde, maar won geen volgende titel. Die was ditmaal voor Timo Boll en Christian Süß, die daarmee de eerste niet-Aziatische winnaars van het evenement werden.

## Erelijst
Belangrijkste resultaten:
- Hoogste positie op de ITTF-wereldranglijst: vijfde (in mei 2007)
- Verliezend finalist wereldkampioenschappen gemengd dubbel 2001 (met Kim Moo-kyo)
- Verliezend finalist wereldkampioenschappen voor landenteams 2006, brons in 1997, 2001 en 2004 (met Zuid-Korea)
- Brons wereldkampioenschappen enkelspel 2005
- Brons wereldkampioenschappen dubbelspel 2001 en 2003 (beide met Kim Taek-soo)
- Brons WTC-World Team Cup 2007 (met Zuid-Korea)
- Winnaar Aziatische kampioenschappen gemengd dubbelspel 2007 (met Bang Bang-kwak)
- Verliezend finalist Aziatische kampioenschappen dubbelspel 1998 (met Yoo Nam-kyu)
- Verliezend finalist Aziatische Spelen dubbelspel 1998 (met Lee Chul-seung) en 2002 (met Kim Taek-soo)
- Verliezend finalist Aziatische Spelen gemengd dubbelspel 1998 (met Kim Moo-kyo)

ITTF Pro Tour:
Enkelspel:
- Verliezend finalist ITTF Pro Tour Grand Finals 2006
- Winnaar Japan Open 2009
- Winnaar Korea Open 2005 en 2007
- Winnaar Chili Open 2005
- Winnaar Amerika Open 2005
- Winnaar Taipei Open 2006
- Winnaar Brazil Open 2012

Dubbelspel:
- Winnaar ITTF Pro Tour Grand Finals (met Kim Taek-soo), verliezend finalist in 2000 (met Taek-soo) en 2005 (met Lee Jung-woo)
- Winnaar Amerika Open 1997 (met Lee Chul-seung)
- Winnaar Denemarken Open 2001 (met Kim Taek-soo)
- Winnaar Korea Open 2002 (met Kim Taek-soo) en 2007 (met Lee Jung-woo)
- Winnaar Chili Open 2005 (met Lee Jung-woo)
- Winnaar Amerika Open 2005 (met Lee Jung-woo)
- Winnaar Duitsland Open 2005 (met Lee Jung-woo)
- Winnaar Zweden Open 2005 (met Lee Jung-woo)